# Развратные действия в уголовном праве России
Развратные действия в уголовном праве России — деяние, являющееся преступным согласно статье 135 Уголовного кодекса РФ.
Уголовная ответственность по части 1 устанавливается за совершение развратных действий без применения насилия в отношении лица, не достигшего 16-летнего возраста, совершенное лицом, достигшим 18-летнего возраста. По части второй устанавливается уголовная ответственность за совершение развратных действий без применения насилия в отношении лица от 12 до 14 лет, совершенное лицом, достигшим 18-летнего возраста.

## История
В УК РСФСР статья 120 «Развратные действия» предусматривала наказание за развратные действия в отношении любых несовершеннолетних. При принятии нового Уголовного кодекса в Российской Федерации на некоторое время были декриминализованы развратные действия в отношении лиц, достигших возраста 14 лет. Максимальное наказание в РСФСР за развратные действия в отношении несовершеннолетних по кодексу 1960 года составляло 3 года лишения свободы.
Впоследствии в УК РФ была введена ответственность за совершение развратных действий в отношении лиц, достигших 14-летнего возраста, но не достигших 16-летнего возраста.

## Состав преступления

### Объект преступления
Основным непосредственным объектом данного преступления является половая неприкосновенность лица, не достигшего 16-летнего возраста. Кроме того, в качестве дополнительного объекта выступают интересы нормального психического и физического развития несовершеннолетних. Как отмечается, раннее появление интереса к половой сфере, индуцированное извне, может приводить к нарушению процесса формирования нравственных установок, касающихся сексуальных отношений, к возникновению у потерпевших циничного отношения к половым контактам. Жертвы таких преступлений чаще демонстрируют распущенность в половой жизни, легче вовлекаются в занятие проституцией. Вовлечение в сексуальные отношения в подростковом возрасте детерминирует совершение в будущем сексуальных преступлений жертвами такого вовлечения.
Факультативным объектом выступает здоровье лица, не достигшего 16-летнего возраста. Вред здоровью может причиняться, например, в связи с действиями виновного, травмирующими потерпевших (например, вследствие недостаточного развития их половых органов).
Основным признаком потерпевшего, определяющим возможность применения данной статьи, выступает возраст. В деянии, предусмотренном частью 1 ст. 135 УК РФ, потерпевшим может быть только лицо, достигшее возраста 14 лет, но не достигшее 16-летнего возраста. В деяниях, предусмотренных частями 2 и 5 ст. 135 УК РФ, потерпевшим может быть только лицо, достигшее возраста 12 лет, но не достигшее возраста 14 лет. Потерпевшими от деяний, предусмотренных частями 3 и 4 ст. 135 УК РФ, могут быть как лица в возрасте от 12 до 14 лет, так и лица в возрасте от 14 до 16 лет. При этом квалификация преступлений по соответствующим возрастным признакам возможна лишь в случаях, когда виновный знал или допускал, что потерпевшим является лицо, не достигшее определённого возраста (п. 22 ППВС № 16).
Потерпевшим от данного деяния не может быть лицо, не достигшее возраста 12 лет, поскольку законодатель в примечании к ст. 131 УК РФ однозначно презюмирует, что такое лицо в силу возраста находится в беспомощном состоянии, то есть не может понимать характер и значение совершаемых с ним действий.
Не имеет значения, имел ли потерпевший предшествующий опыт половых контактов, а также степень его осведомлённости о сексуальных отношениях.
Несовершеннолетние потерпевшие от деяния, предусмотренного ч. 1 ст. 135 УК РФ, не должны состоять в зарегистрированном браке с совершеннолетним лицом. Возможность вступления в брак лиц, не достигших 16-летнего возраста, в настоящее время предусмотрена законодательством ряда субъектов РФ: в Ростовской, Московской, Вологодской, Владимирской, Самарской, Калужской областях разрешается снижать брачный возраст до 14 лет, в Тверской, Мурманской и Рязанской — до 15 лет, в Новгородской, Орловской, а также Башкортостане — без ограничений. В случае, если в брачных отношениях состоят лица, одно из которых достигло возраста 18 лет, а другое не достигло возраста 16 лет, то осуществление развратных действий в отношении несовершеннолетнего лица преступлением не является. Эта норма распространяется лишь на действия, совершённые после заключения брака, то есть даже после регистрации брака старший партнёр может быть привлечён к ответственности за деяния, совершённые до этого момента.

#### Половая зрелость
В течение длительного времени в УК РФ отсутствовали указания на недостижение потерпевшим от данного преступления половой зрелости. Федеральным законом 29.02.2012 № 14-ФЗ редакция ст. 135 УК РФ была изменена: была установлена необходимость устанавливать недостижение половой зрелости, если возраст потерпевшего составляет от 14 до 16 лет. Федеральным законом от 28.12.2013 № 380-ФЗ вновь были внесены изменения в ст. 135, исключившие такую необходимость. Таким образом, признак половой зрелости потерпевшего необходимо устанавливать для преступлений, совершённых в период действия Федерального закона 29.02.2012 № 14-ФЗ: по 9 января 2013 года (данный закон имеет обратную силу, так как частично декриминализовал деяния, совершённые с лицом, достигшим 14-летнего возраста и половой зрелости).
В научной литературе исключение из уголовного законодательства такого признака, как недостижение потерпевшим половой зрелости, оценивалось скорее положительно. Указывалось, что достижение половой зрелости крайне сложно устанавливалось на практике (для этого требовалась специальная экспертиза). Кроме того, отмечалось, что, в отличие от возраста, половая зрелость потерпевшего крайне редко может быть установлена субъектом преступления, что вносит элемент объективного вменения.

### Объективная сторона преступления
Объективная сторона состава, предусмотренного ст. 135 УК РФ, включает в себя осуществление развратных действий в отношении потерпевшего. Фактическое содержание развратных действий может носить самый различный характер. Общим признаком является направленность этих действий на удовлетворение половой страсти самого виновного либо на возбуждение полового влечения или удовлетворение половой страсти потерпевшего лица.
В теории уголовного права в течение долгого времени велись споры относительно содержания развратных действий. Так, некоторые авторы (А. Н. Игнатов) относили к развратным действиям только действия физического характера, совершаемые в присутствии несовершеннолетнего. Другие (А. А. Жижиленко) ещё более ограниченно толковали данное понятие, сводя его лишь к таким действиям, которые связаны с непосредственным физическим контактом с несовершеннолетним.
Однако в настоящее время общепризнано, что развратные действия могут носить как физический, так и интеллектуальный характер. К развратным действиям, имеющим физический характер, относятся, например, обнажение половых органов потерпевших и стимуляция их руками или половым членом, межбедренный коитус, мастурбация в присутствии потерпевших, совершение действий сексуального характера (половой акт, мужеложство, лесбиянство и т. д.) с третьим лицом в присутствии потерпевших, демонстрация половых органов и т. д. Развратные действия, имеющие интеллектуальный характер, предполагают информационное воздействие на психику потерпевшего лица: ведение бесед откровенного содержания, демонстрация эротических и порнографических фотографий или видеозаписей, подстрекательство потерпевших к вступлению в сексуальные контакты с третьими лицами и т. п. Развратными могут признаваться и такие действия, которые совершаются с использованием сети Интернет, иных информационно-телекоммуникационных сетей (п. 17 ППВС № 16).
Кроме того, развратные действия можно классифицировать следующим образом:
- совершение виновным действий сексуального характера в отношении потерпевших;
- склонение или понуждение потерпевших к осуществлению действий сексуального характера в отношении виновного;
- совершение действий сексуального характера (в том числе полового сношения) в присутствии потерпевших;
- склонение или понуждение потерпевших к осуществлению действий сексуального характера между собой.

«Растление» несовершеннолетней потерпевшей в узком смысле (разрыв девственной плевы в результате действий виновного) может образовывать состав развратных действий, если отсутствуют признаки ст. 134 УК РФ, однако не является обязательным признаком данного деяния.
Спорным является вопрос об отнесении к развратным действиям совершения с несовершеннолетним потерпевшим иных действий сексуального характера, не подпадающих под определение полового сношения, мужеложства или лесбиянства (например, оральные или анальные половые контакты гетеросексуальных партнёров, взаимная мастурбация, иные контакты гениталий одного партнёра с телом другого партнёра). Диспозицией ст. 134 УК РФ такие действия не охватываются.
Верховный Суд РФ относит к развратным любые действия, кроме полового сношения, мужеложства и лесбиянства, которые направлены на удовлетворение сексуального влечения виновного или на вызывание сексуального возбуждения у потерпевшего лица, или на пробуждение у него интереса к сексуальным отношениям (п. 17 ППВС № 16).
Таким образом, к развратным можно отнести действия, обладающие следующими особенностями:
- имеют чётко выраженный сексуальный характер;
- не являются половым сношением, мужеложством или лесбиянством;
- совершаются в отношении лица, не достигшего 16-летнего возраста;
- по своим объективным характеристикам способны пробудить и/или усилить у потерпевших интерес к половым отношениям либо привести к удовлетворению сексуального влечения виновного.

Состав формальный, для квалификации деяния по ст. 135 УК РФ не требуется наступления каких-либо негативных последствий для несовершеннолетнего потерпевшего. Окончено деяние с момента фактического начала осуществления развратных действий (п. 18 ППВС № 16).

### Субъект преступления
Субъектом преступления является физическое вменяемое лицо, достигшее 18-летнего возраста. Субъектом деяния, предусмотренного ч. 1 ст. 135 УК РФ, может являться только лицо, которое на момент совершения деяния не состояло в зарегистрированных брачных отношениях с потерпевшим.
В литературе указывается, что повышение возраста уголовной ответственности за данное преступление связано с тем, что лица младше 18 лет не могут сознавать общественной опасности добровольных сексуальных контактов с лицами младше 16 лет.
Совершение преступления родителем или иным лицом, на которое законом возложены обязанности по воспитанию несовершеннолетних, педагогом или другим работником образовательного, воспитательного, лечебного либо иного учреждения, обязанным осуществлять надзор за несовершеннолетними, является отягчающим обстоятельством (п. «п» ст. 63 УК РФ), но не учитывается при квалификации данного преступления.

### Субъективная сторона преступления
Субъективная сторона характеризуется виной в форме прямого или косвенного умысла. Федеральным законом от 29.02.2012 № 14-ФЗ из диспозиции статьи исключено указание на заведомое знание о возрасте потерпевших. Ранее подобное изменение редакции уже произошло в ст. 131 и ст. 132 УК РФ, ввиду чего следует применять выработанные практикой применительно к данным статьям правила квалификации. Согласно им, в настоящее время не является обязательным установление достоверного знания виновного о возрасте потерпевшего.
В то же время следует учитывать возможность добросовестного заблуждения виновного о возрасте потерпевшего (например, в силу того, что возраст потерпевшего лица приближается к 16-летию или в силу акселерации оно выглядит взрослее своего возраста). Судебная практика исходит из того, что исключение указания на «заведомость» из редакции статей Уголовного кодекса РФ не освобождает органы следствия от обязанности доказывания наличия у виновного лица умысла на совершение инкриминируемых ему действий. О возрасте потерпевшей лицо может судить как на основании достоверных сведений (например, если оно является её родственником, знакомым, соседом), так и на основании, например, внешнего облика.
Умысел на совершение преступления предполагает, что лицо осознаёт, что его действия направлены на развращение потерпевшего или удовлетворение собственного сексуального влечения, и желает, сознательно допускает или относится безразлично к возможным негативным последствиям для развития несовершеннолетнего потерпевшего. Если действия лица хотя формально и могут быть расценены как развратные, однако у него отсутствует цель возбуждения полового влечения у несовершеннолетнего либо удовлетворения собственной половой страсти (например, совместное посещение нудистского пляжа семьёй), такие действия не подлежат квалификации по ст. 135 УК РФ. Не может быть расценено как развратные действия информирование лица, не достигшего 16-летнего возраста, о характере, сущности и возможных последствиях половых отношений, если оно не направлено на возбуждение у него полового влечения либо на удовлетворение половой страсти виновного.
В состав данного преступления не входит признак цели развращения потерпевших. Достаточно того, что виновный осознаёт, что его действия объективно носят развращающий характер.

## Порядок уголовного преследования
Ст. 135 УК РФ относится к делам публичного обвинения. Это означает, что дело может быть возбуждено как по заявлению потерпевшего или его законных представителей, так и без чьего-либо заявления.

## Квалифицирующие признаки
Квалифицированные составы данного деяния предусмотрены частями 3, 4 и 5 ст. 135 УК РФ.
Часть 3 ст. 135 УК РФ предусматривает ответственность за развратные действия, совершённые в отношении двух и более потерпевших, входящих в описанные в ч. 1 и 2 ст. 135 УК РФ возрастные категории.
Часть 4 ст. 135 УК РФ устанавливает ответственность за совершение указанных деяний в составе группы лиц по предварительному сговору или организованной группы.
Часть 5 ст. 135 УК РФ предусматривает ответственность за развратные действия, совершенные с лицом, достигшим двенадцатилетнего возраста, но не достигшим четырнадцатилетнего возраста, совершённое лицом, имеющим судимость за ранее совершенное преступление против половой неприкосновенности несовершеннолетнего.
Развратные действия в отношении двух или более лиц могут быть совершены одновременно или в разное время, не образуют совокупности преступлений и подлежит квалификации по ч. 3 ст. 135 УК РФ, а при наличии к тому оснований также и по ч. 4-5 данной статьи, при условии, что ни за одно из данных деяний виновный ранее не был осужден (п. 19 ППВС № 16).
Совершение оконченного деяния, предусмотренного ст. 135 УК РФ, в отношении одного потерпевшего и покушение на совершение аналогичного деяния в отношении другого потерпевшего не может рассматриваться как оконченное преступление, предусмотренное ч. 3 ст. 135 УК РФ. В таких случаях независимо от последовательности преступных действий содеянное следует квалифицировать по ч. 1-2, 4-5 ст. 135 и по ч. 3 ст. 30 и ч. 3 ст. 135 УК РФ (то есть как совокупность оконченного деяния, направленного на одного потерпевшего, и покушения на аналогичное деяние, совершённое в отношении двух и более потерпевших).
Особенности квалификации группового совершения данного деяния разработаны в теории и практике уголовного права применительно к составу группового изнасилования (п. «а» ч. 2 ст. 131 УК РФ) и разъясняются п. 10 ППВС № 16. Понятия «группа лиц по предварительному сговору» и «организованная группа» определяются в ст. 35 УК РФ. По данной части осуществляется также квалификация преступного деяния, совершённого членами преступного сообщества (преступной организации), которое в такой ситуации приравнивается к организованной группе.
Групповое деяние может совершаться как в отношении одного, так и нескольких потерпевших. В последнем случае не имеет значения, совершали ли несколько лиц половое сношение или иные действия сексуального характера с одной потерпевшей, либо каждый из участников группы совершал указанные действия с одним из потерпевших.
Если лицо непосредственно не вступало в половое сношение или не совершало действия сексуального характера с потерпевшим лицом, а лишь содействовало совершению преступления советами, указаниями, предоставлением информации виновному лицу либо устранением препятствий, а также наблюдало за окружающей обстановкой в момент совершения деяния и т. п., оно признаётся пособником преступления, предусмотренного ст. 135. Пособничество должно быть активным: не являются пособничеством такие действия, как несовершение действий по воспрепятствованию совершению деяния
Особенности имеет квалификация действий участников организованной группы: независимо от фактически выполняемой роли, организатор и участники группы несут ответственность как соисполнители преступления по ч. 4 ст. 135 без ссылки на ст. 33 УК РФ. Некоторые учёные не соглашаются с таким толкованием закона, требуя оценки действий участников такой группы в соответствии с выполняемыми ролями.
Как и во всех случаях совершения группового преступления, квалификация по ч. 4 ст. 135 УК РФ осуществляется только если непосредственное исполнение преступления осуществлялось двумя и более лицами, способными нести уголовную ответственность и обладающими признаками специального субъекта, что применительно к данному деянию означает участие в совершении деяния не менее двух совершеннолетних лиц. Также не может быть признано квалифицирующим признаком данного деяния совершение развратных действий несколькими лицами без достижения предварительной договорённости об осуществлении таких действий.
При групповом способе совершения данное преступное деяние окончено с момента начала совершения полового сношения либо иных действий сексуального характера любым из участников группы, поэтому независимо от того, удалось ли прочим соучастникам совершить аналогичные действия, они несут ответственность за оконченное преступление.
Для квалификации деяния по ч. 5 ст. 135 УК РФ судимость за ранее совершённые преступления против половой неприкосновенности несовершеннолетних должна быть неснятой и непогашенной. К таким преступлениям относятся следующие деяния: изнасилование и насильственные действия сексуального характера, совершённые в отношении лиц, не достигших 18-летнего возраста (ст. 131, 132 УК РФ), половое сношение и иные действия сексуального характера с лицом, не достигшим возраста 16 лет (ст. 134 УК РФ), развратные действия (ст. 135 УК РФ) (п. 14 ППВС № 16).

## Квалификация и отграничение от других составов преступлений
Развратные действия необходимо отграничивать от насильственных действий сексуального характера (ст. 132 УК РФ) и полового сношения или иных действий сексуального характера с лицом, не достигшим шестнадцатилетнего возраста (ст. 134 УК РФ).
Основным отграничивающим признаком при разграничении ст. 135 и ст. 132 УК РФ служит отсутствие насилия, угрозы насилия или использования беспомощного состояния как способа совершения преступления. Состав развратных действий предполагает, что потерпевшие осведомлены о характере и социальной сущности совершаемых виновным действий, и что они имеют возможность оказать ему сопротивление, однако по своему волевому решению не сочли нужным препятствовать действиям виновного либо желали совершения таких действий.
Возможно перерастание развратных действий в ходе их осуществления в изнасилование или насильственные действия сексуального характера, либо в добровольное половое сношение, мужеложство или лесбиянство. Квалификация при этом осуществляется соответственно по ст. 131, 132 или 134 УК РФ, дополнительной квалификации по ст. 135 УК РФ не требуется (так как в данном случае имеет место поглощение менее тяжкого преступления более тяжким, посягающим на тот же объект). Если же между развратными действиями и иным преступлением имел место временной разрыв, необходима квалификация по совокупности.
При добровольном отказе от изнасилования или совершения насильственных действий сексуального характера в отношении потерпевших, не достигших 16-летнего возраста, необходимо решить вопрос о применении ст. 135 УК РФ: она вменяется, если фактически совершённые виновным действия были направлены на возбуждение полового интереса у несовершеннолетнего.
Квалификация по совокупности требуется, если развратные действия повлекли заражение венерической болезнью (ст. 121 УК РФ), ВИЧ-инфекцией (ст. 122 УК РФ) либо были сопряжены с похищением человека (ст. 126 УК РФ), вовлечением в занятие проституцией (ст. 240 УК РФ), незаконным оборотом порнографических материалов или предметов, либо организацией зрелищных мероприятий порнографического характера (ст. 242, 2421, 2422 УК РФ).
В силу примечания к ст. 131 УК РФ развратные действия, совершённые в отношении лиц, не достигших 12-летнего возраста, рассматриваются как насильственные действия сексуального характера. Следует также иметь в виду, что ответственность за данное преступление наступает с 14-летнего возраста. Ввиду этого возможным становится привлечение к ответственности несовершеннолетнего, достигшего 14-летнего возраста, за совершение действий сексуального характера в отношении лица, не достигшего 12-летнего возраста (п. 20 ППВС № 16).

## Освобождение от уголовной ответственности и наказания
В отличие от ст. 134 УК РФ, в УК РФ отсутствует специальная норма, предусматривающая освобождение от наказания в случае совершения развратных действий лицом, впервые совершившим данное деяние с лицом, достигшим 14-летнего, но не достигшим 16-летнего возраста (ч. 1 ст. 135 УК РФ), если будет установлено, что это лицо и совершенное им преступление перестали быть общественно опасными в связи со вступлением в брак с потерпевшей (потерпевшим). Однако в данном случае возможно применение общей нормы ст. 801 УК РФ («Освобождение от наказания в связи с изменением обстановки»).
Поскольку деяние, предусмотренное ч. 1 ст. 135 УК РФ, относится к категории преступлений небольшой тяжести, возможно также освобождение от уголовной ответственности в связи с деятельным раскаянием (ст. 75 УК РФ) и примирением с потерпевшим (ст. 76 УК РФ).

## Санкция
Санкция части 1 ст. 135 УК РФ носит альтернативный и частично кумулятивный характер и предусматривает назначение следующих наказаний: обязательные работы на срок до 440 часов либо ограничение свободы на срок до 3 лет, либо принудительные работы на срок до 5 лет с лишением права занимать определённые должности или заниматься определённой деятельностью на срок до 3 лет или без такового, либо лишением свободы на срок до 3 лет с лишением права занимать определённые должности или заниматься определённой деятельностью на срок до 10 лет или без такового. Данное деяние относится к числу преступлений небольшой тяжести.
Санкция части 2 ст. 135 УК РФ носит кумулятивный характер и предусматривает назначение следующих наказаний: лишение свободы на срок от 3 до 8 лет с лишением права занимать определённые должности или заниматься определённой деятельностью на срок до 15 лет или без такового и с ограничением свободы на срок до 2 лет либо без такового. Данное деяние относится к числу тяжких преступлений.
Санкция части 3 ст. 135 УК РФ носит кумулятивный характер и предусматривает назначение следующих наказаний: лишение свободы на срок от 5 до 12 лет с лишением права занимать определённые должности или заниматься определённой деятельностью на срок до 20 лет либо без такового. Данное деяние относится к числу особо тяжких преступлений.
Санкция части 4 ст. 135 УК РФ носит кумулятивный характер и предусматривает назначение следующих наказаний: лишение свободы на срок от 7 до 15 лет с лишением права занимать определённые должности или заниматься определённой деятельностью на срок до 20 лет или без такового и с ограничением свободы на срок до 2 лет либо без такового. Данное деяние относится к числу особо тяжких преступлений.
Санкция части 5 ст. 135 УК РФ носит кумулятивный характер и предусматривает назначение следующих наказаний: лишение свободы на срок от 10 до 15 лет с лишением права занимать определённые должности или заниматься определённой деятельностью на срок до 20 лет. Данное деяние относится к числу особо тяжких преступлений.